# Эвинос
Э́винос, Эвен, Евен (греч. Εύηνος, др.-греч. Εὔηνος) — река в Греции. Длина 80 километров. Площадь водосбора 1070 квадратных километров. Исток находится на склоне Вардусии. Далее река протекает между Вардусией и Панетоликоном, протекает по Этолии в юго-западном направлении, протекает между озером Трихонисом и Навпактскими горами и впадает в залив Патраикос в 10 километрах к юго-востоку от Месолонгиона. Реку также называют Фидарисом (Φίδαρης) от греч. φίδι «змея» из-за извилистого русла. В древности называлась Ликормом (греч. Λυκόρμας). По преданию река названа Эвиносом, потому что в ней утонул Эвен, царь этолийцев, преследуя Идаса, который похитил его дочь Марпессу. Бог этой реки — Эвен, сын Океана и Тефиды.
На реке находится одноимённое водохранилище. Построены плотина и туннель, соединяющий водохранилище Эвинос и водохранилище Морнос и наполняющий водохранилище Морнос за счёт Эвиноса. В 1992 году начато сооружение земляной плотины, завершённое в июне 2001 года. В октябре 2002 года водохранилище было заполнено. Объём плотины водохранилища 14 млн м³.
Дельта Ахелооса, лагуны Этоликон и Месолонгион, устье Эвиноса, острова Эхинады и остров Петалас входят в сеть охранных участков на территории ЕС «Натура 2000». Экосистема хотя и подверглась сильному влиянию деятельности человека, всё же имеет значительную экологическую ценность, по этой причине водно-болотные угодья включены в Рамсарскую конвенцию.